# 1971 w nauce

## Nauki przyrodnicze i ścisłe

### Astronomia
- Fred Hoyle – Nagroda Henry Norris Russell Lectureship przyznawana przez American Astronomical Society

### Biologia
- sformułowanie hipotezy Knudsona

### Chemia
- opracowanie i opublikowanie reakcji Achmatowicza

### Matematyka
- udowodnienie twierdzenia Lindenstraussa-Tzafririego

## Nauki społeczne

### Psychologia
- przeprowadzenie eksperymentu więziennego

## Nagrody Nobla
- Fizyka – Dennis Gabor
- Chemia – Gerhard Herzberg
- Medycyna – Earl Wilbur Sutherland Jr.